# Nguyễn Hữu Cương
Nguyễn Hữu Cương (1855-1912) là một nhà cách mạng Việt Nam hoạt động tích cực chống Pháp vào cuối thế kỷ 19 đầu thế kỷ 20.

## Tiểu sử
Nguyễn Hữu
Cương sinh năm 1855,ông là con cả của nhà văn thân nổi tiếng Nguyễn Mậu Kiến,
quê ở Làng Đông Trung nay là xã Vũ Trung, huyện Kiến Xương, tỉnh Thái Bình.
Trước khi thực
dân Pháp đánh Bắc kì lần 1 ông cùng cha và các em tổ chức khai hoang lấn biển ở
các xã ven biển Tiền Hải, giúp cho doanh điền sứ Doãn Khuê.
Quân Pháp đánh
vào Bắc kì lần thứ nhất năm 1873 triều đình Huế 
ký hòa ước với Pháp, cha ông là Nguyễn Mậu Kiến phản kháng lệnh bãi binh
của  Tự Đức bị tước hết  chức tước, phẩm hàm sung làm kính ở quân thứ
Thái Nguyên, Tuyên Quang.  Sau Nguyễn Mậu
Kiến về Sơn Phòng, Hưng Hóa cùng Hoàng Tá Viêm và các văn thân sĩ phu phe chủ
chiến chuẩn bị đánh Pháp. Nguyễn Hữu Cương 
cùng Nguyễn Hữu Bản được cha cho lên quân thứ tập dượt việc chinh chiến.
Năm 1879, Nguyễn  Mậu Kiến mất do sốt rét ác tính, hai anh em
ông trở về Nam Định lại chiêu mộ thêm nghĩa quân chuẩn bị đánh Pháp. Sau ngày
thành Hà Nội rơi vào tay giặc (25/4/1882), Nguyễn Hữu  Cương cùng em trai của mình là Nguyễn Hữu Bản
sang Nam Định cùng đề đốc Lê Văn Điếm và Án sát Hồ Bá Ôn  giữ thành Nam Định. Nguyễn Hữu Bản hi sinh anh
dũng tại cửa Đông ngày 27/7/1883. Nguyễn Hữu Cương đã lui về quê cùng em của
mình là Nguyễn Hữu Phu và các cháu là Nguyễn Công Úc, Nguyễn Năng Thế xây dựng
nhiều cứ điểm ở Kiến Xương. Khi Ưng Lịch lên ngôi đặt niên hiệu là Hàm Nghi,
Nguyễn Hữu Cương được vua Hàm Nghi tiếp và nghe ông trình bày kế hoạch chống
Pháp. Vua Hàm Nghi và TônThất thuyết giao cho Nguyễn Hữu Cương ra bắc chiêu tập
quân sĩ mạnh giỏi, huấn luyện đưa vào Huế bảo vệ kinh thành. Ông phụng lệnh ra
bắc, tới Quảng Bình thì được tin kinh thành Huế thất thủ, vua Hàm Nghi xuống
chiếu Cần Vương.
Tới Bắc Kì,
Nguyễn Hữu Cương đi Hưng Hóa là trung tâm kháng chiến thời đó. Ông đã được gặp
Nguyễn Quang Bích, Tống Duy Tân, Vũ Hữu Lợi, Phan Đình Phùng, đề đốc Đinh Trạch,
Đốc Ngữ, Đề Kiều... Các ông đã họp cuộc họp quan trọng tại làng Cố Đô huyện Quốc
Oai, tỉnh Sơn Tây nhất chí hưởng ứng chiếu Cần Vương và chia nhau về các địa
phương mộ quân chống Pháp. Khi về đến địa phương, Nguyễn Hữu Cương chiến đấu trực
tiếp dưới quền của đô thống Tạ Hiện và được cử giữ chức Tán Tướng quân mặt trận
Thái Bình. Nguyễn Hữu Cương đã chỉ huy nghĩa quân đánh nhiều trận lớn gây cho địch
nhiều thiệt hại nặng nề.
Toàn quyền
Pôn-bê mời ông ra làm án sát tỉnh Hưng Yên, ông không nhận, công sứ Nam Định mời
ông ra làm tri phủ Kiến Xương, ông từ chối. Ông mở trường dạy học làm thơ, nay
còn tập Mai Hồ thi thảo gồm 80 bài và tập họa cảo Mặc Hý.
Ông bị mật
thám Pháp theo dõi song vẫn có nhiều cuộc tiếp cúc với các nhà chí sĩ yêu nước
như Trần Xuân sắc, Phan Bội Châu, phó bảng Ngô Đình Chí (Thanh Hóa), tú tài
Chu Lê Hành (Hưng Yên), Đặng Đoàn Bằng (Thành Thiện- Nam Định), phó bảng Nguyễn
Sinh Sắc (Nghệ An). Năm 1904, giáo sư Nhật Bản Thạch Xuyên Thị Sỹ Nguyên tông
tới nhà ông trao đổi về việc chấn hưng Nhật Bản. Những cuộc thăm hỏi, bàn luận
thời cuộc của các nhà chí sĩ đã tạo điều kiện cho Nguyễn Hữu Cương tiếp xúc với
các tác phẩm của Khang Hữu Vi, Lương Khải Siêu (Trung Quốc) và bản dịch về triết
học, văn học của Rút Xô, Mông-te-xki-ơ, Tôn xtôi, Ban-zac theo các bản dịch ra
tiếng Trung Hoa.
Khi Phan Bội
CHâu phát động phong trào Đông Du, Nguyễn Hữu 
CƯơng đã cho nhiều con cháu xuất dương. Ông cùng các văn thân, sĩ phu
trong tỉnh còn mở cuộc vận động quyên góp tài chính cho phong  trào. Các ông đã mở hiệu buôn ở  Đông Động (Đống Năm- Đông Hưng, Thành Mỹ (Tri Lai- Vũ Thư), cửa hàng chợ mới ông Đồng (Luật Chung- Kiến Xương), cửa hàng
Đồng Sâm (Kiến Xương), cửa hàng Cổ Rồng (Phong Công, Tiền Hải), các cửa hàng
trên đều góp tiền vào quỹ Đông Du.
Nguyễn Hữu
Cương có mối liên hệ chặt chẽ với trường Đông Kinh nghĩa thục ngoài Hà Nội.
Tháng 3 năm 1907, ông đã tập hợp nhiều nhân sĩ tiến bộ ở Thái Bình vận động
thành lập Đông Kinh nghĩa thục ở Thái Bình.
Năm 1908, ở
Trung kì có phong trào chống thuế rộng lớn thì tại Thái Bình, Nguyễn Hữu Cương
cũng đi vận động, diễn thuyết ở những nơi công cộng trong tỉnh kêu goi mọi người
chống thuế. Không những thế ông còn đứng đơn khiếu nại đòi giảm thuế cho người
dân.
Cũng trong năm
1908, Nguyễn Hữu Cương cùng Lê Đại, Vũ Hoàng (Bảy Quang). Tư Quyền (Huần Quyền),
Dương Bá Trác, Hoàng Tăng Bí (Bảng Bí)...liên lạc với lính làm bếp trong quân
đội Pháp lập mưu đầu độc binh lính, sĩ quan Pháp ở Hà Nội, liên lạc với nghĩa
quân Yên Thế đem quân về đánh Hà Nội. Kết quả làm 200 sĩ quan và hạ sĩ quan
Pháp bị đầu độc. Thực dân Pháp đã đàm áp đẫm máu lực lượng tham gia bạo động,
lùng bắt các lãnh tụ phong trào. Giặc Pháp không đủ chứng cứ nên không bắt được
ông.
Nguyễn Hữu
Cương ở trong nước vẫn liên lạc với Nguyễn Thiện Thuật, Phan Bội Châu để bàn kế
hoạch cứu nước, cứu dân. Nhà cầm quyền Pháp đã bắt Nguyễn Hữu Cương đem xuống Hải
Phòng, đưa xuống tàu đầy biệt xứ vào Cần Thơ. Ngày 12/5/1912 Nguyễn Hữu Cương mất
ở Cần Thơ.

## Tác phẩm
| 煙雲江舟中對友 青青修竹夾岸陰 中流一壑更清深 爲君撫版吟歸棹 忘卻思家遠客心 | Yên Vân giang chu trung đối hữu Thanh thanh tu trúc giáp ngạn âm Trung lưu nhất hác canh thanh Thẩm Vị quân phủ bản ngâm quy trạo Vong khước tư gia viễn khách tâm |  | Tiếp bạn trên thuyền sông Yên Vân Bóng trúc xanh cao rợp bến bờ Giữa dòng một vụng nước xanh lơ Gõ thuyền ngâm khúc quay chèo lại Để khách tha hương bớt nhớ nhà (Bùi Đức Rật dịch) |